# Andreas Brehme
Andreas Brehme (ur. 9 listopada 1960 w Hamburgu, zm. 20 lutego 2024 w Monachium) – niemiecki piłkarz występujący na pozycji obrońcy lub pomocnika; strzelec jedynej bramki w finale mistrzostw świata w 1990 w meczu z Argentyną. Trener piłkarski.

## Kariera klubowa
Brehme treningi rozpoczął w 1965 roku w klubie HSV Barmbek-Uhlenhorst. W 1978 roku został włączony do jego pierwszej drużyny. W 1980 roku trafił do zespołu 1. FC Saarbrücken, grającego w 2. Bundeslidze. Spędził tam rok. W 1981 roku przeszedł do pierwszoligowego 1. FC Kaiserslautern. W Bundeslidze zadebiutował 8 sierpnia 1981 roku w zremisowanym 2−2 meczu z Eintrachtem Frankfurt. 25 sierpnia 1981 roku w wygranym 3−2 spotkaniu z VfB Stuttgart strzelił pierwszego gola w Bundeslidze. W Kaiserslautern grał przez 5 lat.
W 1986 roku Brehme odszedł do Bayernu Monachium, również z Bundesligi. Pierwszy ligowy mecz zaliczył tam 9 sierpnia 1986 roku przeciwko Borussii Dortmund (2:2). W 1987 roku zdobył z klubem mistrzostwo RFN. W tym samym roku dotarł z nim także do finału Pucharu Mistrzów, gdzie Bayern uległ jednak ekipie FC Porto. W 1988 roku wywalczył z zespołem wicemistrzostwo Niemiec Zachodnich.
W 1988 roku Andreas Brehme podpisał kontrakt z włoskim Interem Mediolan. W 1989 roku zdobył z nim mistrzostwo Włoch oraz Superpuchar Włoch. Natomiast w 1991 roku wygrał z nim rozgrywki Pucharu UEFA. W 1992 roku odszedł do hiszpańskiego Realu Saragossa. W 1993 roku dotarł z nim do finału Copa del Rey, jednak Saragossa przegrała tam 0−2 z Realem Madryt.
W 1993 roku Andreas Brehme ponownie został graczem zespołu 1. FC Kaiserslautern (Bundesliga). W 1994 roku wywalczył z nim wicemistrzostwo Niemiec. W 1996 roku zdobył z klubem Puchar Niemiec. W tym samym roku spadł z nim do 2. Bundesligi. W 1997 roku powrócił z Kaiserslautern do Bundesligi, a w 1998 roku zdobył z nim mistrzostwo Niemiec. W tym samym roku zakończył karierę.
Zmarł 20 lutego 2024 roku z powodu zatrzymania akcji serca w Monachium. Miał 63 lata.

## Kariera reprezentacyjna
W latach 1980–1981 Brehme rozegrał 3 spotkania w reprezentacji Niemiec Zachodnich U-21. W seniorskiej reprezentacji Niemiec Zachodnich zadebiutował 15 lutego 1984 roku w wygranym 3−2 towarzyskim meczu z reprezentacją Bułgarii. 23 marca 1984 roku w wygranym 2−1 towarzyskim spotkaniu z reprezentacją Związku Radzieckiego strzelił pierwszego gola w drużynie narodowej.
W 1984 roku znalazł się również w kadrze na mistrzostwa Europy. Zagrał na nich w pojedynkach z reprezentacją Portugalii (0−0), reprezentacją Rumunii (2−1) oraz z reprezentacją Hiszpanii (0−1). Reprezentacja Niemiec Zachodnich turniej zakończyła natomiast na fazie grupowej. W tym samym roku wziął udział w XXIII Letnich Igrzyskach Olimpijskich w Los Angeles (ćwierćfinał).
W 1986 roku Andreas Brehme został powołany do kadry reprezentacji Niemiec Zachodnich na mistrzostwa świata. Wystąpił podczas nich w spotkaniach z reprezentacją Urugwaju (1−1), reprezentacją Danii (0−2), reprezentacją Meksyku (0−0, 4−1 po rzutach karnych), reprezentacją Francji (2−0) i reprezentacją Argentyny (2-3). W meczu z reprezentacją Francji zdobył także gola. Tamten mundial drużyna Niemiec Zachodnich zakończyła na 2. miejscu.
W 1988 roku ponownie wziął udział w mistrzostwach Europy. Zagrał podczas nich w pojedynkach z reprezentacją Włoch (1−1), reprezentacją Danii (2−0), reprezentacją Hiszpanii (2−0) i reprezentacją Holandii (1−2). Reprezentacja Niemiec Zachodnich turniej zakończyła na półfinale.
W 1990 roku Andreas Brehme ponownie znajdował się w drużynie na mistrzostwa świata. Wystąpił podczas nich w meczach z reprezentacją Jugosławii (4−1), reprezentacją Zjednoczonych Emiratów Arabskich (5−1), reprezentacją Holandii (2−1), reprezentacją Czechosłowacji (1−0), reprezentacją Anglii (1−1, 5−4 po rzutach karnych), a także w finale z reprezentacją Argentyny (1−0), gdzie strzelił jedyną bramkę. W spotkaniach z reprezentacją Holandii i reprezentacją Anglii strzelił także po jednym golu. Natomiast reprezentacją Niemiec została triumfatorem tamtego turnieju.
W 1992 roku Andreas Brehme po raz trzeci w karierze uczestniczył w mistrzostwach Europy. Zagrał podczas nich w pojedynkach ze reprezentacją Wspólnoty Niepodległych Państw (1−1), reprezentacją Szkocji (2−0), reprezentacją Holandii (1−3), reprezentacją Szwecji (3−2) oraz z reprezentacją Danii (0−2), a Niemcy zakończyli turniej na 2. miejscu.
W 1994 roku po raz trzeci wziął udział w mistrzostwach świata. Podczas tego turnieju wystąpił w 5 spotkaniach: z reprezentacją Boliwii (1−0), reprezentacją Hiszpanii (1−1), reprezentacją Korei Południowej (3−2), reprezentacją Belgii (3−2) i reprezentacją Bułgarii (1−2). Natomiast reprezentacja Niemiec odpadła z tego mundialu w ćwierćfinale.
W latach 1984–1994 w drużynie narodowej Adreas Brehme rozegrał w sumie 86 spotkań i zdobył 8 goli.

## Kariera trenerska
Po zakończeniu kariery zawodniczej Andreas Brehme został trenerem. Pierwszą drużyną klubową był 1. FC Kaiserslautern z Bundesligi, który prowadził od 6 października 2000 roku. W Bundeslidze jako trener zadebiutował 14 października 2000 roku w wygranym 4−0 spotkaniu z TSV 1860 Monachium. Szkoleniowcem 1. FC Kaiserslautern był do sierpnia 2002 roku.
Od lata 2004 roku do kwietnia 2005 roku pracował jako trener w drugoligowym SpVgg Unterhaching. W sezonie 2005/2006 był asystentem Giovanniego Trapattionego w klubie VfB Stuttgart.